# Nonstop (minialbum)
Nonstop – siódmy minialbum południowokoreańskiej grupy Oh My Girl, wydany 27 kwietnia 2020  roku przez wytwórnię WM Entertainment i dystrybuowany przez Sony Music. Płytę promował singel „Nonstop” (kor. 살짝 설렜어 (Nonstop) Saljjag seolless-eo (Nonstop)). Sprzedał się w nakładzie 52 080 egzemplarzy w Korei Południowej (stan na grudzień 2020).

## Lista utworów
| CD | CD                                                           | CD               | CD                                                                               | CD                                                                               | CD      |
| Nr | Tytuł utworu                                                 | Tekst            | Kompozycja                                                                       | Aranżacja                                                                        | Długość |
| -- | ------------------------------------------------------------ | ---------------- | -------------------------------------------------------------------------------- | -------------------------------------------------------------------------------- | ------- |
| 1. | „Saljjag seolless-eo (Nonstop)” (kor. 살짝 설렜어 (Nonstop)) | Seo Ji-eum, Mimi | Steven Lee, Andreas Johansson, Laurell, Sebastian Thott                          | Sebastian Thott                                                                  | 3:22    |
| 2. | „Dolphin”                                                    | Seo Jung-ah      | Ryan S. Jhun, Celine Svanbäck, Chloe Latimer, Jeppe London, Lauritz Christiansen | Ryan S. Jhun, Celine Svanbäck, Chloe Latimer, Jeppe London, Lauritz Christiansen | 2:56    |
| 3. | „Kkochcha (Flower Tea)” (kor. 꽃차 (Flower Tea))             | Seo Ji-eum       | Lee Joo-hyung (MonoTree), Mayu Wakisaka                                          | Lee Joo-hyung (MonoTree)                                                         | 4:19    |
| 4. | „NE♡N”                                                       | Seo Ji-eum       | Maria Marcus, Freja Blomberg Jonsson                                             | Maria Marcus, Freja Blomberg Jonsson                                             | 3:14    |
| 5. | „Krystal”                                                    | Junebug          | Steven Lee, Joe Lawrence, Linda Quero                                            | Joe Lawrence                                                                     | 3:37    |

## Notowania
| Lista                   | Pozycja |
| ----------------------- | ------- |
| Gaon Weekly Album Chart | 3       |
| Five Music (Tajwan)     | 3       |

## Nagrody w programach muzycznych
| Program                   | Data         | Źródło |
| ------------------------- | ------------ | ------ |
| The Show (SBS MTV)        | 5 maja 2020  | [ 5 ]  |
| The Show (SBS MTV)        | 12 maja 2020 | [ 6 ]  |
| Show Champion (MBC Music) | 6 maja 2020  | [ 7 ]  |
| M Countdown (Mnet)        | 7 maja 2019  | [ 8 ]  |
| M Countdown (Mnet)        | 14 maja 2019 | [ 9 ]  |
| Show! Music Core (MBC)    | 9 maja 2020  | [ 10 ] |
| Inkigayo (SBS)            | 10 maja 2020 | [ 11 ] |
| Music Bank (KBS2)         | 15 maja 2020 | [ 12 ] |